# Echinocereus parkeri
Echinocereus parkeri är en kaktusväxtart som beskrevs av Nigel Paul Taylor. Echinocereus parkeri ingår i släktet Echinocereus och familjen kaktusväxter.

## Underarter
Arten delas in i följande underarter:
- E. p. arteagensis
- E. p. gonzalezii
- E. p. mazapilensis
- E. p. parkeri

## Bildgalleri

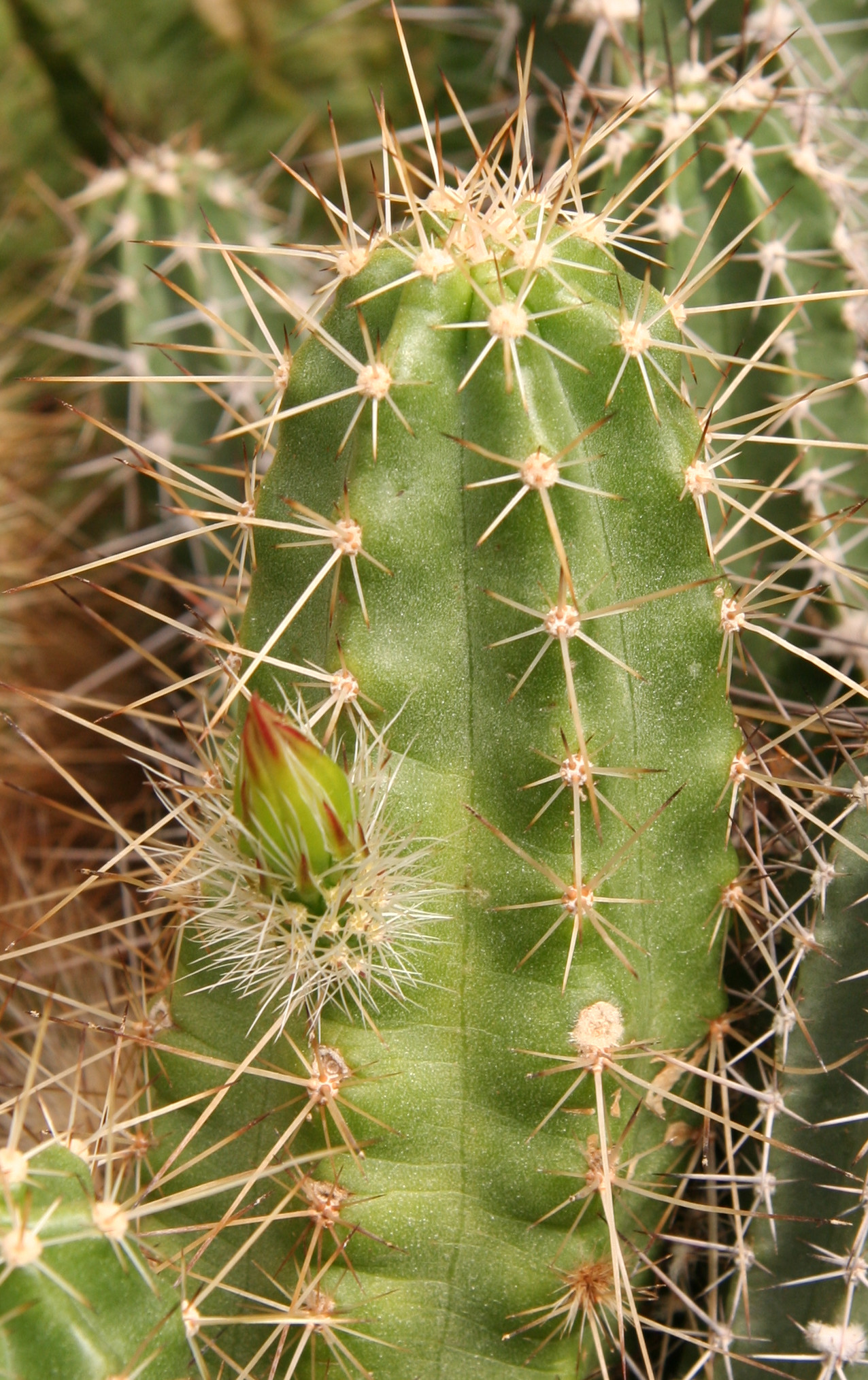